# Escuela Libre de Farmacia y Química Industrial
La Escuela Libre de Farmacia y Química Industrial se originó de la Unión Farmacéutica de Porto Alegre creada en 1894 como una sociedad de farmacéuticos y propietarios de farmacias y boticas uno de cuyos objetos era la creación de un curso de farmacia. En septiembre de 1895, ese objetivo se concretó con la fundación de una escuela que se instaló en febrero de 1896 con el apoyo del presidente estadual Júlio de Castilhos y empezó a dar clases en 1897 con 35 alumnos inscritos. Su primera promoción se graduó en diciembre de 1899.
El 25 de julio de 1898, la Escuela Libre se fusionó con el Curso de Partos creado el año anterior en la Santa Casa de Misericórdia para crear la Facultad de Medicina y Farmacia de Porto Alegre.